# ゴースティアン
| 累代        | 代     | 紀           | 基底年代 Mya |
| ----------- | ------ | ------------ | ------------ |
| 顕生代      | 新生代 | 第四紀       | 2.58         |
| 顕生代      | 新生代 | 新第三紀     | 23.03        |
| 顕生代      | 新生代 | 古第三紀     | 66           |
| 顕生代      | 中生代 | 白亜紀       | 145          |
| 顕生代      | 中生代 | ジュラ紀     | 201.3        |
| 顕生代      | 中生代 | 三畳紀       | 251.902      |
| 顕生代      | 古生代 | ペルム紀     | 298.9        |
| 顕生代      | 古生代 | 石炭紀       | 358.9        |
| 顕生代      | 古生代 | デボン紀     | 419.2        |
| 顕生代      | 古生代 | シルル紀     | 443.8        |
| 顕生代      | 古生代 | オルドビス紀 | 485.4        |
| 顕生代      | 古生代 | カンブリア紀 | 541          |
| 原生代      | 原生代 | 原生代       | 2500         |
| 太古代      | 太古代 | 太古代       | 4000         |
| 冥王代      | 冥王代 | 冥王代       | 4600         |
| 1. 2. 3. 4. |        |              |              |

ゴースティアン（英: Gorstian）は、国際層序委員会によって定められた地質学用語である、地質時代名の一つ。4億2740万年前（誤差50万年）から4億2560万年前（誤差90万年）にあたる、シルル紀ラドロー世を二分した前期である。前の期は後期ウェンロック世のホメリアン、次の期は後期ラドロー世のルドフォーディアン。日本語ではゴルスティ期とも呼ばれる。
ゴースティアン階の国際標準模式層断面及び地点GSSPはイギリスのラドロー付近（北緯52度21分33秒 西経2度46分38秒 / 北緯52.3592度 西経2.7772度）に位置する。

## 生物
ホメリアン - ゴースティアン境界ではシルル紀で二度目の大量絶滅が起き、魚類・フデイシ・腕足動物などは多様性が大きく減少した一方、放散虫は大打撃を回避した。当時の炭素同位体比が低かったことから、この大量絶滅は温暖化が原因であったと考えられている。ゴースティアン期を内包するルドロー世とその1つ前のウェンロック世は共に古生代で最も温暖な時期だったと見られている。
ボヘミアのホメリアン階 - ゴースティアン階からはフデイシの Dictyonema delicatulum が得られており、この種のタイプ標本はイギリスのウェールズから産出している。種同定までは至らなかったものの、日本の高知県高岡郡越知町の横倉山の沢に分布するG3層からも類似した同属のフデイシ化石が産出している。同層の灰白色から灰色を呈する石灰岩からはコノドント化石が多産し、腕足動物や鎖サンゴ類およびウミユリなどの化石も得られている。